# Philipp Etter

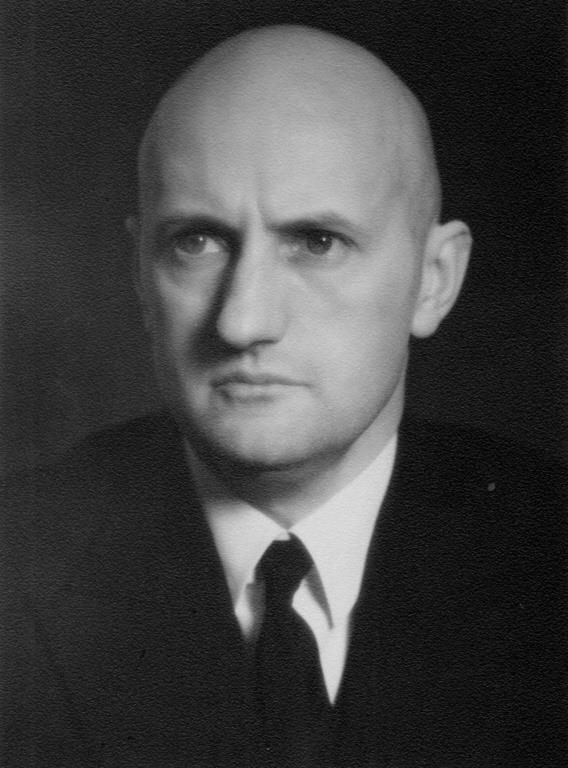

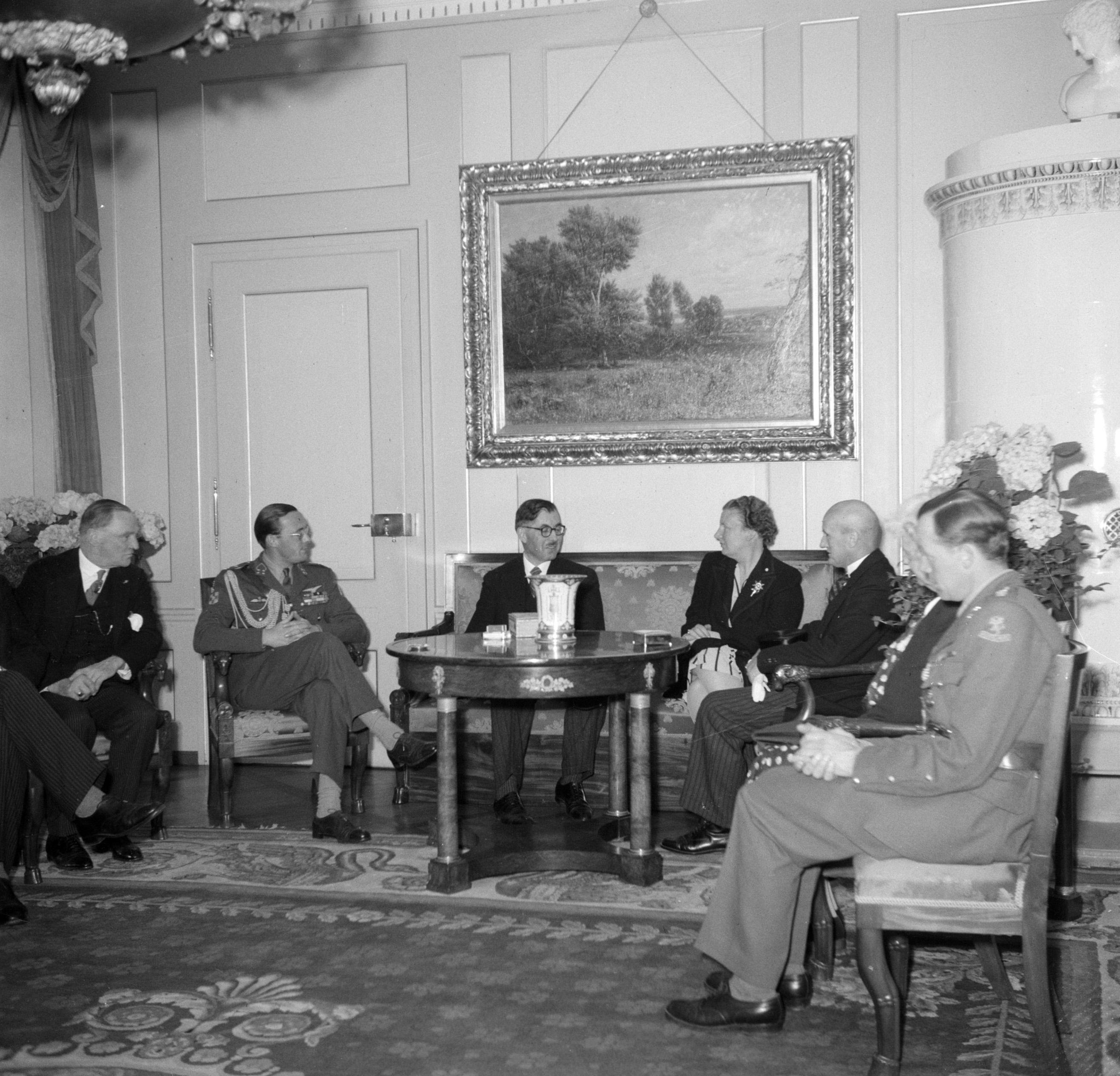
Prinses Juliana en prins Bernhard in gesprek met Philipp Etter

Philipp Etter (Menzingen, 21 december 1891 - Bern, 23 december 1977) was een Zwitsers christendemocratisch politicus.
Philipp Etter was van 1927 tot 1928 Landammann van het kanton Zug en werd op 28 maart 1934 in de Bondsraad gekozen. Hij bleef tot 31 december 1959 lid van de Bondsraad. Hij beheerde het departement van Politieke Zaken (Buitenlandse Zaken). In 1938, 1941 en 1952 was hij vicepresident van Zwitserland en in 1939, 1942, 1947 en in 1953 was hij bondspresident.
In de jaren 1930 stond hij een sterk nationaal leiderschap voor.
Philipp Etter was lid van de Christendemocratische Volkspartij.